# Аралтобе (курган)

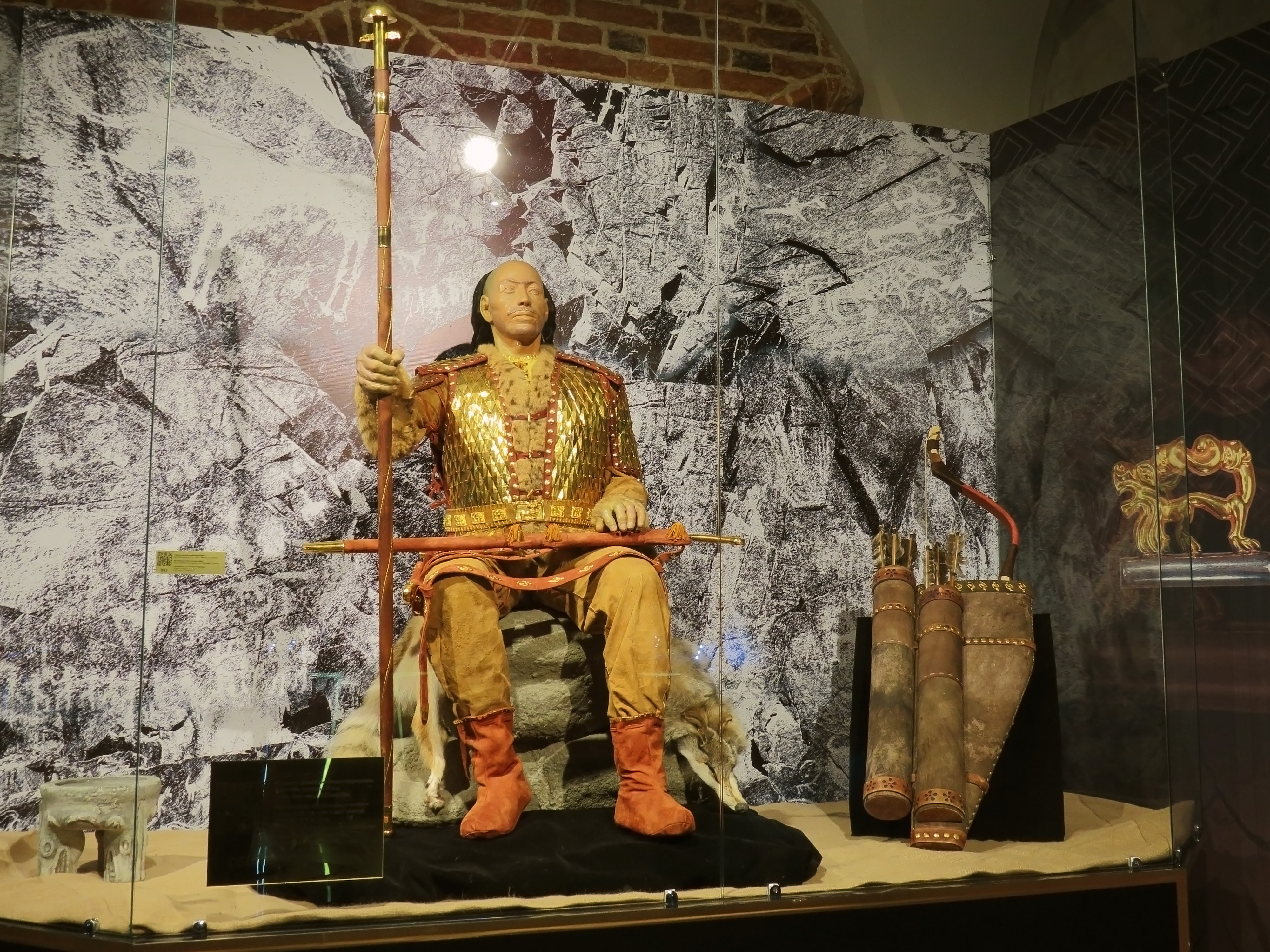
«Золотой воин» из Аралтобе.

Курган Аралтобе — в октябре 1999 года на территории Атырауской области Казахстана, археологами было найдено богатое захоронение, где обнаружены останки мужчины, предположительно сарматского вождя, и его жены. Также найдено множество предметов старины: сотни золотых бляшек с изображениями зооморфных существ, наконечники стрел, плохо сохранившиеся булатный меч и царский жезл. Находки свидетельствовали о знатном происхождении погребенного, которого специалисты назвали «Золотым воином». Из-за своей формы курган получил название «лучистого» кургана. В восточной части захоронения лежал скелет птицы, предположительно, беркута.